# Під знаком цвіркуна (роман)

Обкладинка першого видання роману в 1994 році.

«Під знаком цвіркуна» — науково-фантастичний роман українського письменника Віктора Савченка. Роман написаний письменником наприкінці 80-х років ХХ століття українською мовою, проте уперше роман опублікований у дніпропетровському видавництві «Пороги» російською мовою у збірнику «Под знаком сверчка» разом із двома оповіданнями автора. Українською мовою уперше роман був опублікований у 2004 році у дніпропетровському видавництві «Дніпрокнига». Цей роман письменник присвятив своєму побратиму та однодумцю з часів їх переслідування за інакодумство в часи правління КПРС Михайлові Чхану. У романі на фоні фантастичного сюжету — появи на Землі паралельної людській інсектоїдної цивілізації та поступового підкорення нею людства — обговорюються проблеми занепаду моралі, розквіту пристосуванства, кар'єризму, досягнення мети будь-яким способом, а також бажанням певних політичних сил та організацій до встановлення контролю над людським суспільством, на фоні сучасної для письменника епохи тоталітарного та посттоталітарного суспільства.

## Сюжет роману
Роман розпочинається із випадкового виявлення одним із головних героїв роману Антоном Михайлюком дивних звукових сигналів на рідкісній частоті. Після розшифрування цих сигналів, які випромінювались на частоті гіперзвуку, герої роману виявляють, що їх джерелом є розумні істоти, що мають ознаки комахи, та вороже настроєні до людського суспільства. Паралельно герої роману під час польоту на дельтаплані виявляють на місцевому цвинтарі з висоти величезне поховання, схоже на могилу викопної комахоморфної істоти, яке видиме лише з висоти. Під час подальшого розшифрування сигналів герої роману виявляють, що комахолюди працюють у тому ж відділі науково-дослідного інституту, що й головні герої. Пізніше герої роману встановили, що чужинці прагнуть встановлення контролю над усією Землею та людською цивілізацією, поступово заміщуючи людей спочатку гібридами людей та інсектоїдів, а далі витіснення людей із цивілізованого суспільства у своєрідні гетто (але не їх повного знищення, оскільки інсектоїди живляться психічною енергією людей). Також герої роману встановили, що комахолюди мають одну характерну ознаку — безликість, яка виражена до такого ступеня, що люди, які тривалий час працюють поруч із інсектоїдами, не можуть пригадати рис їх обличчя. Паралельно виявляється, що інсектоїди проникають у всі прошарки суспільства, аж до найвищих щаблів влади, та проштовхують за собою інших інсектоїдів, одночасно створюючи на Землі умови, які погіршують життєдіяльність людей. У суспільстві поруч із людьми навіть починають з'являтись інсектоїди, які вже мало подібні на людей, та навіть уже не мають характерних людських статевих ознак, яким навіть присвоєні прізвища, що можуть належати як чоловікам, так і жінкам одночасно (наприклад, Шкляревський-Вечеровська). Герої роману пробують боротися із проникненням чужинців, зокрема своєрідним терактом проти поховання інсектоїда на цвинтарі, проте комахолюди виявляють своїх противників, та розпочинають їх поступове знищення різними шляхами. Після смерті одного з героїв роману Михайлюка інший герой роману виявляє серед його кореспонденції листи до вченого з інших країн світу, в яких іноземні вчені також побачили ознаки вторгнення інсектоїдів у людське суспільство. Завершується роман встановленням повного контролю комахолюдей над людським суспільством.

## Критика
На думку деяких літературних критиків, у романі Віктор Савченко передбачив події Євромайдану, які відбулись за десять років після першої публікації роману, особливо реакцію на ці події багатьох жителів Донбасу:

роман, написаний за десять років до подій, котрі збурили Україну й цілий світ восени 2004-го, прогностично зображує донбасівські реалії (Напевно, сам Автор, працюючи над романом «Під знаком цвіркуна», і уявити собі не міг як провісницьки спроєктуються його «донбасівські мотиви» — на події в цьому регіоні, які восени-взимку 2004-го року сколихнули не лише Україну, а цілий світ.).